# Melipotis disturbans
Melipotis disturbans är en fjärilsart som beskrevs av Walker 1857. Melipotis disturbans ingår i släktet Melipotis och familjen nattflyn. Inga underarter finns listade i Catalogue of Life.